# 萨尔瓦多·达利
薩爾瓦多·多明哥·菲利普·哈辛托·達利-多梅內克，普波爾侯爵（1904年5月11日—1989年1月23日），一般簡稱萨尔瓦多·达利，是著名的西班牙加泰羅尼亞畫家，因為其超現實主義作品而聞名，他与毕加索和米羅一同被认为是西班牙20世纪最有代表性的三位画家。
達利是一位具有非凡才能和想像力的藝術家，达利因为人们触目惊心、与梦相关的超现实主义画面所熟知。作品融合了夢境、幻覺和超現實的元素，呈現出令人難以置信和神秘的畫面，將怪異夢境般的形象與卓越的繪圖技術和受文藝復興大師影響的繪畫技巧令人驚奇地混合在一起。此外达利的绘画艺术同时与电影、雕塑和摄影艺术接轨，促成了与影像艺术家的丰富合作。达利有着塑造极具个性又能得到认可的作品风格的独特绘画才能。这种风格振奋人心并让其他创新都相形见绌。他最知名的作品之一是1931年创作完成的《记忆的永恒》，也被叫做《软鐘》。他有一種對做出出格的事物而引起他人注意的狂熱愛好，並影響至他的公眾藝術形象，使他的藝術愛好者與評論家異常苦惱。他的生活和工作對其他超現實主義者、波普藝術如杰夫·昆斯和达米恩·赫斯特等當代藝術家產生了重要影響。
1982年西班牙國王胡安·卡洛斯一世封他為普波爾侯爵。
目前兩個主要的博物館專門展示薩爾瓦多·達利的作品：西班牙菲格雷斯的达利戏剧博物馆和佛羅里達州聖彼得堡的薩爾瓦多·達利博物館。

## 生平

### 早年

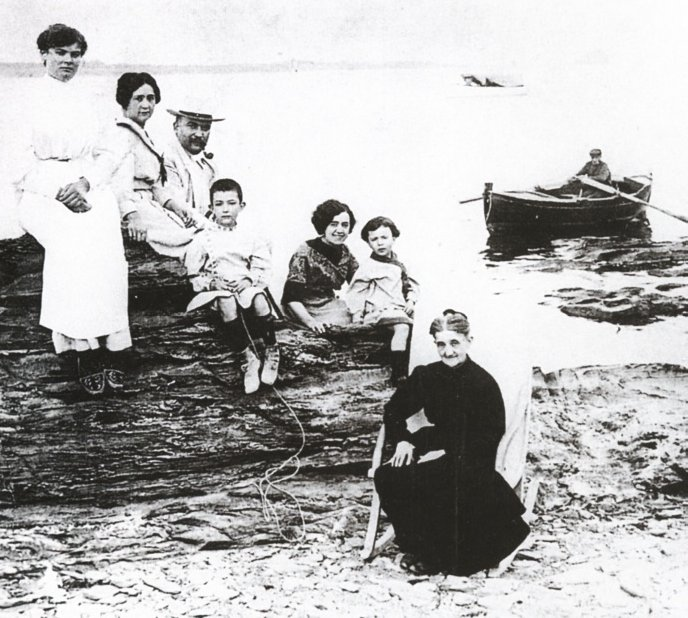
达利一家在1910年的照片，从左到右分别是达利的姑妈玛丽亚（Maria Teresa）、母亲、父亲、达利、阿姨凯瑟琳（后来成为达利的继母）、妹妹安娜（Ana Maria）和祖母安娜。

萨尔瓦多·达利出生于西班牙加泰羅尼亞的菲格拉斯。达利的哥哥也叫萨尔瓦多（生于1901年10月12日，洗礼名为萨尔瓦多·伽罗·安塞尔莫），在达利出生前9个月，1903年8月1日前死于肠胃炎，这对达利的世界观影响很大，包括人格危机，导致他一度认为自己是死去的哥哥的复制品。
達利的父亲萨尔瓦多·达利·古西（Salvador Dalí i Cusí）是一名中产阶级律师和公证员。母親费丽帕·多梅内克·菲蕾丝（Felipa Domènech Ferrés）缓和了他的严厉的教条，并鼓励达利的艺术热情。达利五岁的时候，父母将达利带到哥哥坟墓前，告诉他，他是哥哥的转世。达利相信了这个说法。
达利还有一个小他三岁的妹妹，安娜·玛利亚（Anna María）。1949年她出版了一本关于她哥哥的书，书名叫做《妹妹眼中的达利》。童年时，达利与很多后来成为巴塞罗那足球俱乐部球员的人结交，比如艾米利奥·萨吉·里尼安（Emili Sagi-Barba）和何塞普·萨米铁尔；假期的日子里，在逐渐兴起的卡达克斯市，三个小伙伴常日一起踢球玩耍。
1916年达利在一次与家人在卡达克斯的旅行中第一次了解到当代艺术，他在那里认识了雷蒙·皮乔特一家。拉蒙是一名当地艺术家，常常到访当时的艺术之都巴黎；在雷蒙的建议之下，达利的父亲将他送到胡安·努涅兹的绘画课上学习。第二年，他父亲就在家中的一栋房子里用达利的炭笔画作品举办了一次画展。1919年，年仅十四岁的达利分别在菲盖拉斯市政歌剧院和巴塞罗那参加了当地艺术家集体画展，后者由巴塞罗那大学赞助，并由校长亲自为他颁奖。
当达利就读于拉蒙·蒙坦内尔学院七年级时，与几个朋友一同编辑了杂志《本科》。杂志中包含插画、诗歌和一系列关于戈雅、委拉斯开兹和列奥纳多·达芬奇等画家的文章。
1921年2月，达利的母亲死于乳腺癌，当时达利年仅16岁。后来达利表示，母亲的去世「是我这辈子受到的最大的打击。我爱戴她。我没法接受失去她的事实。她是我的依靠，是净化我灵魂，使我灵魂的污点消失不见的人……」母亲死后，达利的父亲续弦娶了亡妻的妹妹；正是达利对其阿姨的爱与尊敬使他没有抗拒这樁婚姻。

### 在马德里和巴黎

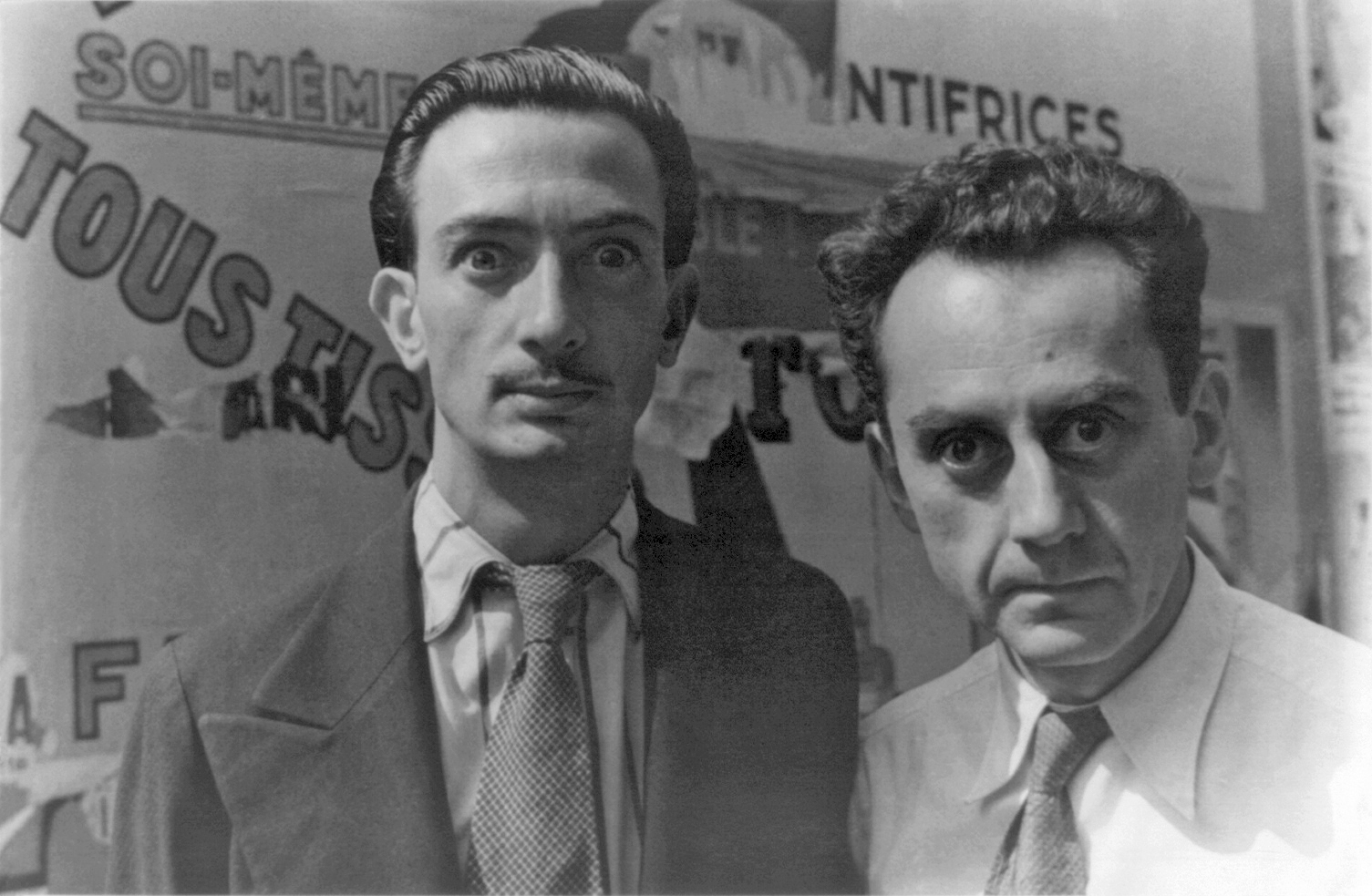
达利和超现实主义艺术家曼·雷在巴黎，1934年6月16日。

1922年，达利离开了著名的马德里学生公寓，开始了在圣费尔南多皇家美术学院的学习。身高1米72的达利凭借怪诞的风格和花花公子的行径很快吸引了人们的注意；他当时留着长髮和连鬓胡子，一副19世纪晚期英国社交界的打扮。
然而，真正让达利名声鹊起的是他的画作。他在画作中探索立体主义，并吸引了后来成为西班牙艺术界杰出人物的注意，比如费德里戈·加西亚·洛尔卡、路易斯·布努埃爾、荷西·貝羅。然而在那个时期，达利很有可能并不完全理解立体主义的原则，他的理论源泉是仅限于出版物刊登的文章和毕肖特给他的一本目录，因为当时在马德里并没有立体主义画家。
1924年，尚未出名的萨尔瓦多·达利首次为一本书繪製插画，那是一本加泰罗尼亚语诗集《里尔的巫婆》，作者是达利在公寓里的朋友，诗人卡洛斯·发杰斯·德·克里蒙特。达利很快熟悉了达达主义，并在后来的艺术生涯中影响巨大。在公寓的日子里，达利还与年轻的洛尔卡交往深厚，但这段交情最后以达利拒绝了这位诗人的示爱而告终。
1926年，在期末考试前不久，达利因煽动学生闹事而被暂令停学而被学院开除。他绘画的纯熟技巧通过1926年完成的《面包篮》可见一斑。同年，达利第一次去了巴黎，在那里结识了令他深深敬佩的毕加索，当时毕加索已经从祖安·米羅那里听到很多关于达利的赞誉；在随后几年达利发展个人风格时，他的作品深受毕加索和米罗的影响。
早在1920年代，一些贯穿达利一生作品的风格就已经初现端倪；他从各种画风中汲取营养，从古典学院派到最具开创性的先锋派。古典派的影响主要来自拉斐尔、布龙齐诺、苏巴朗、弗美尔及委拉斯開茲。他有时在不同作品中分别使用传统和当代绘画技法，有时又在一幅作品中将二者融为一体。1927年，达利参加了"伊比利亚艺术家协会"，从那时起开始在马德里、达尔玛（Dalmau）等地的画廊举办画展，他在巴塞罗那举办的画展吸引了社会上极大的注意力，被当时的人们认為是新一代画家中最有前途的天才之一，人们对他的关注有赞美也有争议和批评。
在这一时期，达利模仿大师委拉斯開茲蓄了显眼的翘胡子，这成为日后他个人特征中的一部分。

### 1929年至二战
1929年，达利与公寓好友导演路易斯·布努埃尔合作编导了充满争议的短片《安达鲁之犬》，这部作品表现了超现实主义想象的独特场景；达利承认在短片拍摄中扮演了一个重要角色，但这并未被当代报道证实。
1929年8月，25岁的达利从巴黎来到家乡西班牙度假，结识了比他大10岁的卡拉·达利——他未来的妻子，也是他一生最重要的“缪斯”。假期结束后，卡拉没有回到巴黎，从此在达利的身边陪伴了一生一世。达利崇拜卡拉，视她为圣母化身，在他的画里，激情的描绘都集中在她的身上；在达利晚年所画的宗教主题画中，他毫不掩饰地把卡拉画成圣母，也画出了卡拉在他心目中的“超现实”形象。在现实生活中，卡拉是达利精明干练的专业总管，独自扛下了所有的家庭杂务，让达利专心创作；她更是行销高手，达利噱头十足，她则能言善道，两人联手打入美国市场，如鱼得水，名利双收。
在家庭方面，达利与其父亲的关系几近破裂，父亲反对他与卡拉的浪漫关系，而且和当时的大众观点一样，认为超现实主义画家是道德沦丧的原因，因而谴责达利与他们的来往。紧张的关系在一次性格冲突中达到巔峰，当时达利在巴黎举办画展，展出了一幅名为《耶稣基督的神圣之心》的画作；在媒体对它所做出的报道中，援引了达利的一句话，“有时候，我对着我父亲的画像吐痰以自娱。”
愤怒的达利父亲要求他公开道歉，然而达利拒绝了，也许是出于惧怕被踢出超现实主义的圈子。1929年12月28日，达利被粗暴地赶出他父亲的家门，他的父亲告诉他，将会剥夺他的继承权，并终生禁止他返回卡達克斯。后来，達利曾描述过在这场闹剧中，他是如何将一个用过且裝着自己精液的避孕套拿给他父亲，并说：“拿好！现在我什么都不欠你了！”。之后的夏天，达利与加拉在伯特利加特（Portlligat）附近的一个海湾从一位渔夫手里租下了一艘小船；他买下附近的土地，并在接下来的几年里不断扩张，直到把它变成自己的濱海別墅，即现在的達利之家博物馆（Casa-Museu Salvador Dalí）。加拉和达利于1934年举办民事婚礼，1958年又举办了天主教婚礼。

1931年，达利完成了他最知名的作品之一，《记忆的永恒》。根据一些理论，这幅作品表现了他对时间的抗拒；这个理念在画作的其他局部形象中也有所体现，比如密集的风景和用昆虫装饰的怀表。昆虫作为自然解构构成了达利想象的一部分，正如他的回忆录裡所说，这种解构来自童年的记忆。
靠著艺术商朱利安·莱维，达利于1934年抵达美国。达利的部分作品展（含《永恒的记忆》）在纽约掀起了巨浪，甚至以达利之名举办了一场舞会（达利舞会）；达利当天以独特的形象出现在会上，胸前带着一个装满水晶的盒子。同年，达利和加拉在纽约举办了一场面具舞会，他们化装成林白小鷹和他的绑架者；这场闹剧在媒体上太过显眼以至于达利不得不公开致歉。回到巴黎后，他又不得不向超现实主义艺术家们解释他为什么要对一个合理的超现实主义行为致歉。
虽然超现实主义的绝大部分都归因于左派政治思想，达利在艺术与政治活跃的关系上持模棱两可的立场。运动的领导人，主要是安德烈·布勒東，谴责他维护希特勒现象中所谓新的和不合理的部分。达利反驳这种谴责，并指出“我不是希特勒主义者也没有成为他的意向”；大力坚持认为超现实主义可以存活于非政治环境下，并反对公开声讨德国法西斯主义。这一点连同其他因素使他在艺术同盟面前失去了威信，到了1934年末，达利屈从于一场超现实主义审判，并被从运动中除名；对于这件事，达利以他著名的声辩回复，“我即超现实主义。” 
然而在1936年，达利重新参与了伦敦的一场国际性超现实主义画展。他的演说，名为《正宗的悖论鬼魂》。在演说中使用了潜水服和潜水头盔。他手持球杆到场，身旁有一对俄羅斯獵狼犬，演说期间他不得不摘下头盔换换空气；他表示，“我只是想展示人类思想正在慢慢将我湮没。”

### 二次世界大战

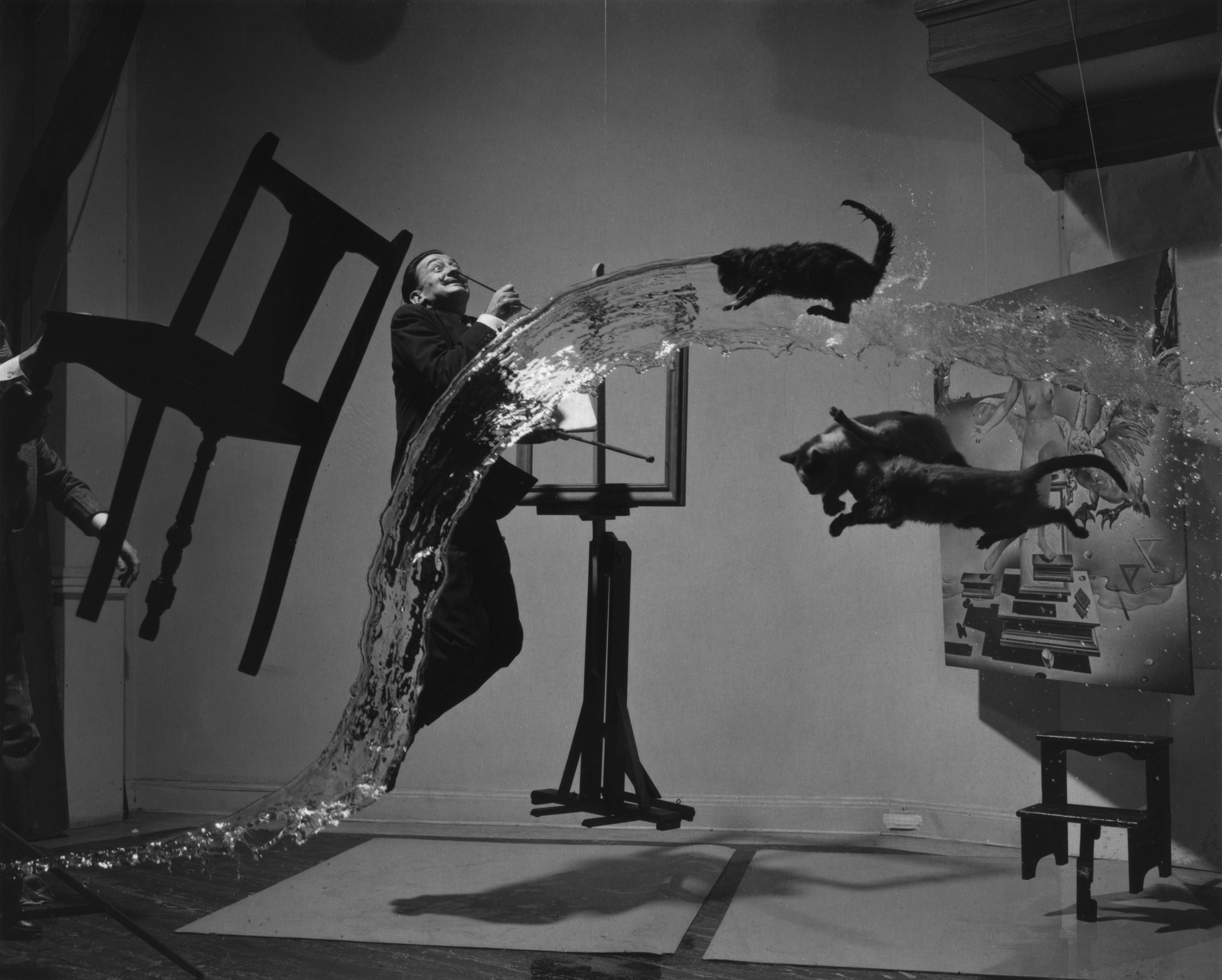
向四周无重心地飞开的景象

1940年，第二次世界大战的战火蔓延至欧洲，达利和加拉逃往美国，开始了八年的旅居生活。迁居后，达利重拾天主教信仰。
一位名叫加布里尔·玛利亚·博拉尔迪的意大利修士声明，在1947年达利到访法国时，他曾为达利做了一次驱魔法事。2005年，在修士所在的城市揭幕了一座十字架上的基督雕塑。据称，达利将这座雕塑交给修士作为答谢。此外，根据两名西班牙籍的达利研究学者表示，有足够理由相信雕塑确为达利所做。
达利曾接下纽约第五大道邦威特·耶勒（Bonwit Teller）仓库橱窗的装饰工作。他创作了一个极具争议的白天与黑夜的组合：一边是一个戴红色假发的假人坐在一个阿斯特拉坎浴缸里，另一边是一个假人让在一张铺有黑色华盖、枕头上燃着炙碳的床上。然而客户未经达利允许就做了改动，而达利则把浴缸砸向橱窗玻璃作为抗议，他因此被捕并被责令赔偿损失。法官却免除了他的罪名，认定这是保护自己作品的行为。后来，这次抗议被认为是艺术家對权利的护卫。
在这些年里，达利为英文版典籍设计插画，比如《堂吉诃德》、本韋努托·切利尼自传以及米歇爾·德·蒙田文集。此外，他还负责阿尔弗雷德·希区柯克的电影《意亂情迷》（在西班牙语中被译作《西班牙的回忆》或《给我讲讲你在阿根廷的日子》）中的场景美工，并与华特·迪士尼联手创造了动画电影《命運》，当时悬而未决直到2003年才最终开机拍摄，此时两位创立者都过世多年了。
这是他生命中最多产的年代，也是备受争议的时候。这段时期达利将绘画边缘化以便颠覆设计和商品的同时在艺术和消费品之间徘徊不定。

### 在西班牙的晚年

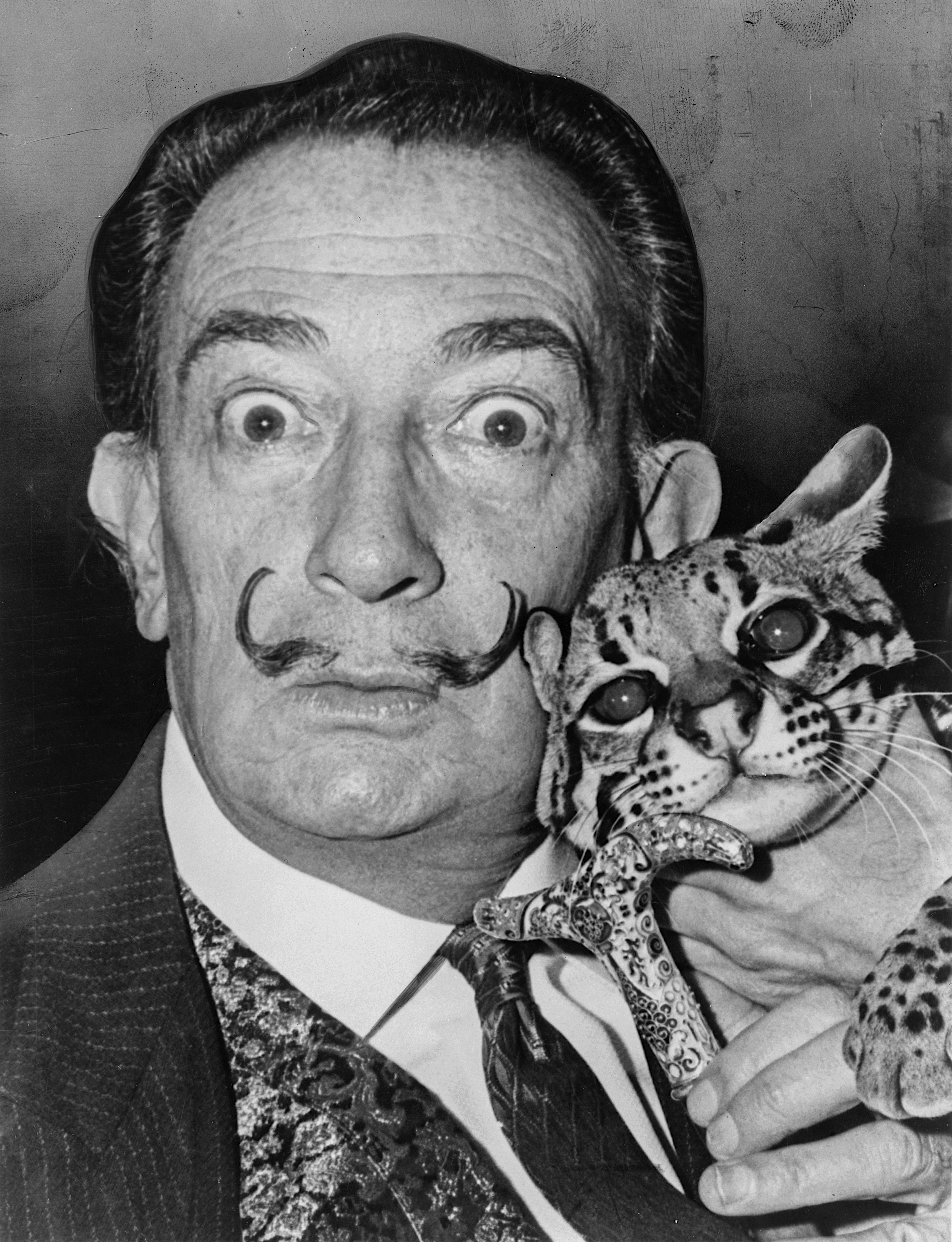
达利标志性的翘胡子

1949年达利返回加泰罗尼亚居住，他选择独裁統治下的西班牙作为居住地，使得很多他旧日的同事，比如进步派人士，为他洗清了过去的批评。这表示达利所背负的界于超现实主义和与艺术评价之间的怀疑至少部分归因于政治动因，而不是其固有的艺术价值。1959年布勒東组织了一次人类学展览名为“向超现实主义致敬”，展览汇集了四十年间超现实主义运动中涌现的作品。展览为达利的作品恢复了一席之地，以及祖安·米罗、恩里克·达瓦拉和欧亨尼·格拉内尔的作品。然而在次年，布勒東慷慨激昂地反对在纽约国际超现实主义展中加入达利的作品《斯克斯蒂娜夫人》。
在艺术生涯的后期，达利没有局限于绘画，而是发展了新的艺术体验: 他创办了一份报刊，并把它变成了艺术全息摄影方面的先锋报刊。考虑到达利长期在视觉游戏中的探索，这个成果是意料之中的。在最后的几年中，诸如安迪·沃荷等艺术家声明达利是波普艺术最重要的影响源泉之一。
同时尽管一直遭受批评，达利从来都展现出对自然科学和数学的浓厚兴趣。这一点从他的很多作品中可见一斑，尤其是他50年代的作品中。在这些作品中他将个人头像和犀牛角组合起来。他认为，犀牛角象征了神圣的几何学，因为它以对数螺线速率生长。此外，他还经常将自然科学与圣母玛利亚的贞洁和神圣联系起来。他还将这个概念与高氧化剂二硝酰胺铵盐（Ammonium dinitramide）联系起来，以及超立方体。
在他的艺术成熟期里，达利还完成了一些超艺术活动使他成为更加知名的公众人物。1968年，达利为拉芬（Lanvin）巧克力录制了一部电视广告。次年，他为珍宝珠设计了商标。同年，他成为了欧视广告策划的创意负责人，并创作了一个巨大的金属雕塑，竖立在馬德里皇家劇院的舞台上。
在2007年4号电视台的节目《肮脏的达利：私人视角》中，评论家布里安·瑟韦尔描述了在60年代末，达利是如何要求他不穿裤子在一个基督耶稣雕像的腋窝下摆出胎儿的造型，与此同时达利为他摄像并假装在裤子下找他。

### 晚年

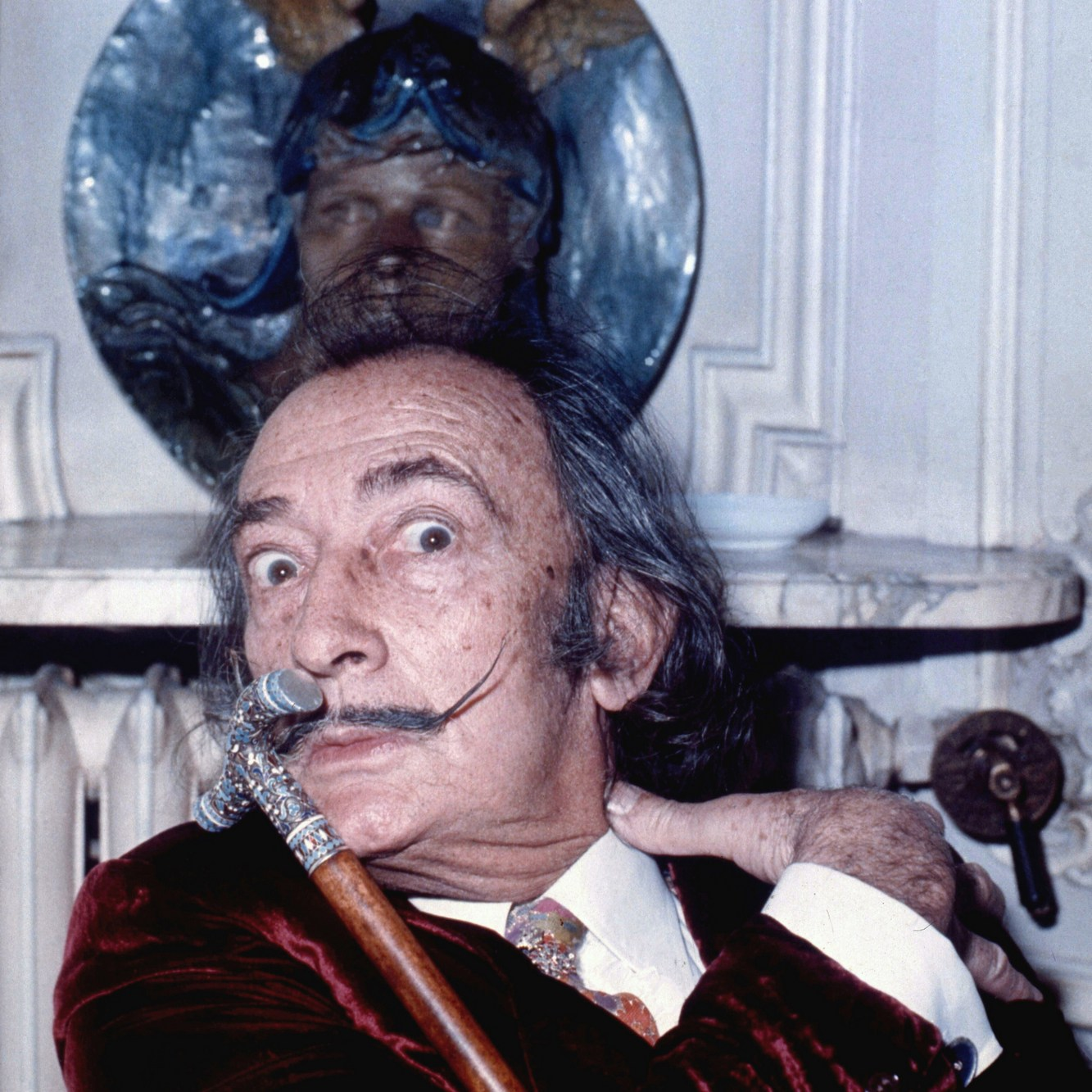
达利在巴黎的莫里斯酒店，艾伦·沃伦 (攝影師)攝於1972年

1980年，达利的健康状况急转直下。卡拉已经出现了衰老的症状。据说他们夫妻二人使用了一系列严重损坏神经系统的药物，从而导致达利不能完成艺术创作。76岁时，达利的状态已经令人扼腕。他的手经常性的抖动，这正是帕金森综合症的前兆。
1982年，西班牙国王胡安·卡洛斯一世授予达利普波尔侯爵爵位。达利创作了画作《欧洲之首》以表谢恩。这幅画作最终成为了他的遗作。
卡拉于1982年6月10日去世。她死后，达利失去了生活的热情。他故意让自己严重脱水，据称是企图自杀，但他自己辩护说是为了达到一种停滞的精神状态，就像一些细菌作用下的结果一样。他离开菲格拉斯，搬去了布波尔堡。布波尔堡是为加拉购置的，后者在那里离世。1984年达利的卧室莫名起火。他再次被怀疑蓄意自杀，虽然这很可能是家政人员疏忽所致。总之，达利获救，并回到了菲格拉斯的家中。在那里，他的一群艺术同好们负责照顾他起居，直到他生命中的最后几年。
舆论广泛斥责达利曾被他的一些护理人员强迫在一些帆布上签名，以便在他死后当做真迹出售。这些流言使得艺术品市场对于达利晚年作品颇持怀疑态度。
1988年11月，由于严重的心脏病入院治疗，当年12月5日，国王胡安·卡洛斯一世到医院看望他，并称自己一直以来都是达利艺术的忠诚追随者。
1989年1月23日，听着他最喜欢的碟片，理查德·瓦格纳的歌剧《特里斯坦与伊索尔德》，达利因窒息性心脏病死于菲格拉斯的家中，享壽84岁，埋葬在菲格拉斯故居博物馆的地下室。他的地下室在圣皮尔教堂的另一端，离他出生的房子三棟楼远的地方，就是他受洗和初次领圣餐以及长眠的地方。为避免来自中央政府和自治大区政府的两面压力，1982年达利表明将画作遗赠给西班牙王国。
卡拉萨尔瓦多达利基金会目前负责其遗产操作。其在美国的法律代表是艺术家权利协会。2002年，这个协会出现在媒体消息中，声明要求谷歌撤下一个类似达利设计的标识。谷歌按要求撤下了这个实际上只用了一天的标识，但否认自己的行为侵害了艺术家权利。

## 艺术
萨尔瓦多·达利承认自己表现了一种「由弗洛伊德所揭示的个人梦境与幻觉」。为了寻找这种超现实幻觉，他们像弗洛伊德医生一样，去探索精神病患者的意识，认为他们的言论与行动往往是一种潜意识世界的真诚反映，这在日常生活中是见不到的。对于超现实主义画家来说，这些是極為珍贵的素材。因此，达利的许多作品总是把具体的细节描写和任意地夸张、变形、省略与象征等手段结合地使用，创造一种介于现实与臆想、具体与抽象之间的「超现实境界」。读他的画，人们既看懂所有细节，从整体上，又感到荒谬可怖、违反逻辑，怪诞而神秘。
达利在超现实主义绘画中的影响最大，持续的时间也最长；不仅他的画，还有他的文章、口才、行动以及他的打扮，无一不在宣传他的「超现实主义」。他在发挥和运用自己的想象力上，可以说超越了他们的超现实主义绘画群体。他的有些作品除了传达无理性、疯狂和一定程度的社会哲学观外，有时还反映着人们的时髦心态。达利赞成人应该培养真正的幻想，像临床的妄想狂一样，而受理性控制的人的精神背后，仍保留有一些剩余意识。这些剩余意识使人处在静态之中。
達利偏爱的幻觉形象常常不断重复，如带有许多半开的抽屉的人形、蜡样软化的硬質物体、抽丝样细长的兽腿以及物体向四周无重力地飞开的景象等等。
同时达利的艺术创作被指出与当时的科学发现有关。西班牙巴塞罗那的两位大学教授埃利纳·冈蒂奥拉（Elena Guardiola）和约瑟厄·贝诺斯（Josep-E.Banos）指出：“达利对科学极感兴趣。1930年代，他的兴趣主要集中在双重影像与幻觉；1940年代他转向了普朗克的量子论，并于1945年后开始了他的核物理或原子物理时期和核神秘主义时期；在1955年至1978年这段时间，他的作品深深地受到遗传学，特别是DNA及其结构的影响。”

## 作品
達利一生創作了1,500多幅繪畫作品，還製作過圖書、版畫、大量繪畫、雕塑、物品、寫作、劇院佈景和服裝設計、音樂及多部電影等。以下列表紀錄達利部分的作品，更多內容請參考以下資訊。以下列表可能不完整，僅供參考。

### 藝術作品
- 菲格拉斯附近的風景（英语：Landscape Near Figueras）（1910–1914）
- 維拉貝爾特蘭（英语：Vilabertran (Dalí)）（1910–1914）
- 歌廳場景（英语：Cabaret Scene）（1922）
- Night Walking Dreams（1922）
- 我父親的肖像（英语：Portrait of My Father）（1925）
- 站在窗邊的女孩（英语：Young Woman at a Window）（1925）
- 麵包籃（英语：The Basket of Bread）（1926）
- Composition with Three Figures (Neo-Cubist Academy)（1927）
- Honey is Sweeter than Blood（1927）
- 裝置與手（英语：Apparatus and Hand）（1927）
- 陰鬱的遊戲（英语：The Lugubrious Game）（1929）
- 手淫成癖者（1929）
- 慾望的調適（英语：The Accommodations of Desire）（1929）
- 春天的第一天（英语：The First Days of Spring）（1929）
- Board of Demented Associations(Surrealist object)（1930–1931）
- Premature Ossification of a Railway Station（1931）
- 記憶的堅持(又名「記憶的永恆」、「軟鐘」)（1931）
- 看不見的男人（英语：The Invisible Man (painting)）（1929–1932）
- Retrospective Bust of a Woman (混合媒體雕塑拼貼)（1933）
- 用作餐桌的代爾夫特的維米爾的鬼魂（英语：The Ghost of Vermeer of Delft Which Can Be Used As a Table）（1934年）
- 龍蝦電話（1936）
- Venus de Milo with Drawers (1936)
- 內戰的預感（1936）
- 極其謹慎地舉起化學家盛大鋼琴的表皮（英语：A Chemist Lifting with Extreme Precaution the Cuticle of a Grand Piano）（1936）
- 夫婦與頭頂烏云密布（英语：Couple with Their Heads Full of Clouds）（1936）
- 形態回聲（英语：Morphological Echo）（1934–1936）
- 變形的水仙（英语：Metamorphosis of Narcissus）（1937）
- 倒影變成大象的天鵝（英语：Swans Reflecting Elephants）（1937）
- 燃燒的長頸鹿（英语：The Burning Giraffe）（1937）
- 梅維斯的紅唇沙發（英语：Mae West Lips Sofa）（1937）
- 雨中計程車（英语：Rainy Taxi）（1938）。
- 海灘上的臉孔與水果盤之幽靈（英语：Apparition of Face and Fruit Dish on a Beach）（1938）
- 秀蘭·鄧波兒，那個時代最聖潔的影院惡魔（英语：Shirley Temple, The Youngest, Most Sacred Monster of the Cinema in Her Time）（1939）
- 希特勒之謎（英语：The Enigma of Hitler）（1939）
- 香檳標準燈（英语：Champagne Standard Lamps）（1938–1939）
- 奴隸市場及隱藏其中的伏爾泰胸像（英语：Slave Market with the Disappearing Bust of Voltaire）（1940）
- 戰爭之臉（英语：The Face of War） (又名「The Visage of the War」)（1940）
- 地緣政治的小孩看著新人類的誕生（英语：Geopoliticus Child Watching the Birth of the New Man）（1943)
- 飛舞的蜜蜂所引起的夢（英语：Dream Caused by the Flight of a Bee Around a Pomegranate a Second Before Awakening）（1944)
- 麵包籃或麵包籃比羞辱死(Basket of Bread – Rather Death than Shame)（1945)
- 荷馬頌（英语：The Apotheosis of Homer (Dalí)）（1944–1945）
- 聖安東尼的誘惑（英语：The Temptation of St. Anthony (Dalí)）（1946)
- 象（英语：The Elephants）(又名「Project for "As You Like It"」)（1948)
- 雷達-阿朵米卡（1947–1949）
- 利加港的聖母（英语：The Madonna of Port Lligat）（1949）
- 唐璜·特諾裡奧海報（英语：Cartel de Don Juan Tenorio）（1949）
- 十字若望的基督(又名「The Christ」)（1951）
- 圓球體卡拉（英语：Galatea of the Spheres）(又名「Gala Placidia」)（1952）
- 記憶的永恆的解體（英语：The Disintegration of the Persistence of Memory）（1952–1954）
- 受難（英语：Crucifixion (Corpus Hypercubus)）(又名「Hypercubic Christ」)（1954）
- 羅德斯巨人（1954）
- 年輕處女被自己貞操的角自動雞姦（英语：Young Virgin Auto-Sodomized by the Horns of Her Own Chastity）（1954）
- 最後晚餐的聖禮（英语：The Sacrament of the Last Supper）（1955）
- 快速移動的靜物（英语：Still Life Moving Fast）(又名「Fast-Moving Still Life」)（1956）
- 七幅生動的藝術（英语：The Seven Lively Arts (Dalí)）（1944–1957）
- 哥倫布之夢（英语：The Discovery of America by Christopher Columbus）（1958–1959)
- 邏輯家魔鬼（英语：A Logician Devil）（1950–1960）
- 天堂眾天使圖（英语：The Ecumenical Council (painting)）（1960）
- 半乳糖酸脫氧丁酸（英语：Galacidalacidesoxyribonucleicacid）（1963）
- 佩皮尼昂火車站（英语：La Gare de Perpignan）(Perpignan Railway Station)（1965)
- 捕鮪魚（英语：Tuna Fishing (painting)）（1966–1967）
- 幻象鬥牛士（英语：The Hallucinogenic Toreador）（1969–1970）
- 達利圖形（英语：La Toile Daligram）（1972）
- 背景的達利畫加拉的背影，她因在六面真鏡子裡臨時照出的六個虛角膜而變幻永恆（1972–1973）
- 新阿姆斯特丹（英语：Nieuw Amsterdam (Salvador Dali)）（1974）
- 達利維森的林肯畫像（英语：Lincoln in Dalivision）（1977）
- 脫蠟法（英语：The Lost Wax）（1979）
- 燕尾（英语：The Swallow's Tail）（1983）

### 建築設計
- 英國西薩塞克斯郡西迪安（英语：West Dean, West Sussex）蒙克頓別墅（英语：Monkton House, West Dean）（1930）[45]
- Crisalida（1958）[46]

### 服裝設計
- 龍蝦洋裝（英语：Lobster dress）(與埃爾薩·斯基亞帕雷利（英语：Elsa Schiaparelli）共同設計)（1937）[47]
- Shoe hat(與Elsa Schiaparelli共同設計)（1937-1938）[47]
- Skeleton Dress(與Elsa Schiaparelli共同設計)（1938）[47]

### 徽標設計
- 加倍佳（1969）達利於1969年受邀設計新的加倍佳徽標。[48]

### 攝影作品
- 原子的達利（英语：Dalí Atomicus）（1948年；由攝影師菲利普·哈爾斯曼（英语：Philippe Halsman）拍攝）。[49]

### 電影作品
| 年份 | 標題                                                  | 附註 |
| ---- | ----------------------------------------------------- | --- |
| 1929 | 《安達魯之犬》(An Andalusian Dog)                     | 飾演 研討會主教者和海灘上的男人 (路易斯·布紐爾執導並與達利共同編劇並出演)                                                                                                   |
| 1930 | 《黃金年代》(The Golden Age)                          | 路易斯·布紐爾執導並與達利共同編劇和出演 |
| 1932 | 《Babaouo》                                           | |
| 1937 | 《馬背上的長頸鹿沙拉》(又名「The Surrealist Woman 」) | 達利為馬克思兄弟寫的劇本，後來被擱置，該電影海報於2019年釋出，由Fernando Reza設計。                                                                                         |
| 1945 | 《意亂情迷》(Spellbound)                              | 新院長的夢境那一幕是由超現實主義畫家達利設計。 |
| 1966 | 《薩爾瓦多·達利》(Salvador Dalí)                      | 安迪·沃荷執導並由達利做為主演的同名電影，類型為美國實驗電影，此電影在1966年4月前拍攝，記錄了超現實主義藝術家薩爾瓦多·達利在「工廠」參觀及與搖滾樂團地下絲絨成員交流的經過。 |
| 1976 | 《上蒙古的印象》                                      | 與José Montes-Baquer執導並與達利共同編劇和出演，這是一部關於穿越蒙古尋找巨型致幻蘑菇的紀錄片，是獻給同名小說《Impressions d’Afrique》的作者雷蒙·魯塞爾的。                  |
| 2003 | 《命運》(Destino)                                     | 一部由華特迪士尼動畫工作室製作的超現實主義短篇動畫電影，其製作從1945年開始，2003年完成，歷時58年，故事原案由達利與華特·迪士尼一同提出。                                     |

### 廣告
- Girl in Love for De Beers Consolidated Mines（1953）[54]
- Je suis fou du chocolat Lanvin（1968）一部關於巧克力的廣告影片。[55]

### 唱片
| 專輯名稱             | 年份   | 發行公司 | 類型 | 曲目 |
| -------------------- | ------ | -------- | ---- | --- |
| Je suis fou de Dalí! | 1975年 | Wip唱片  | LP   | 曲目 1. La Folie 2. Le Genie 3. Le Cinema 4. La Conquete De L'Espace 5. L'Hibernation 6. Le Sport 7. La Jeunesse 8. Dieu 9. La Méthode Paranoïaque Critique 10. L'Amour 11. Don Juan 12. Les Anges 13. Le Pet 14. La Mort 15. La Liberté |

### 音樂錄影帶（MV）
- 與瑪魯嘉·加里多（西班牙语：Maruja Garrido）合作單曲〈Es Mi Hombre〉[57]

### 書籍
- 《Mythe tragique de l'Angélus de Millet》（1938）。
- 《薩爾瓦多·達利的秘密生活》（1942）。
- 《Hidden Faces》（1944）文學虛構小說。[58]
- 《Illustrations for Macbeth》（1946）。
- 《50 Secrets of Magic Craftsmanship》（1948）。
- 《達利的鬍子（英语：Dali's Mustache）》（1954）與菲利普·哈爾斯曼（英语：Philippe Halsman）共同寫作。[59]
- 《Diary of a Genius》（1963）。
- 《Les Diners De Gala, an illustrated cookbook》（1973）。
- 《The Unspeakable Confessions of Salvador Dalí》（1976）。
- 《Les Vins de Gala du Divin, follow-up cookbook about wines》（1978）。

### 歌劇詩歌
- 《成為上帝（英语：Être Dieu）》（1985）達利根據曼努爾·瓦茲奎斯·蒙塔爾萬的劇本創作的歌劇詩歌，有六個部分，並在這個六部分的歌劇中飾演上帝。[60][61]

### 歌劇劇本
- 《Bacchanale》劇本（1939）達利根據理察·華格納創作的歌劇《唐懷瑟》和古希臘神話故事「淑女與天鵝（英语：Leda and the Swan）」設計並為芭蕾舞劇《Bacchanale》寫了一篇劇本。

## 榮譽
- 1964年：天主教伊莎貝拉勳章（西班牙语：Order of Isabella the Catholic）騎士大十字勳章。[62]
- 1972年：比利時皇家科學、文學與美術學院（西班牙语：Royal Academy of Science, Letters and Fine Arts of Belgium）副會員。[63]
- 1978年：法蘭西學會藝術院副成員。[64]
- 1981年：查理三世勳章（西班牙语：Orden de Carlos III）騎士大十字勳章。[65]
- 1982年：胡安·卡洛斯一世創立普波爾爵位，並正式封達利為第一任普波爾侯爵。[37]

## 畫廊

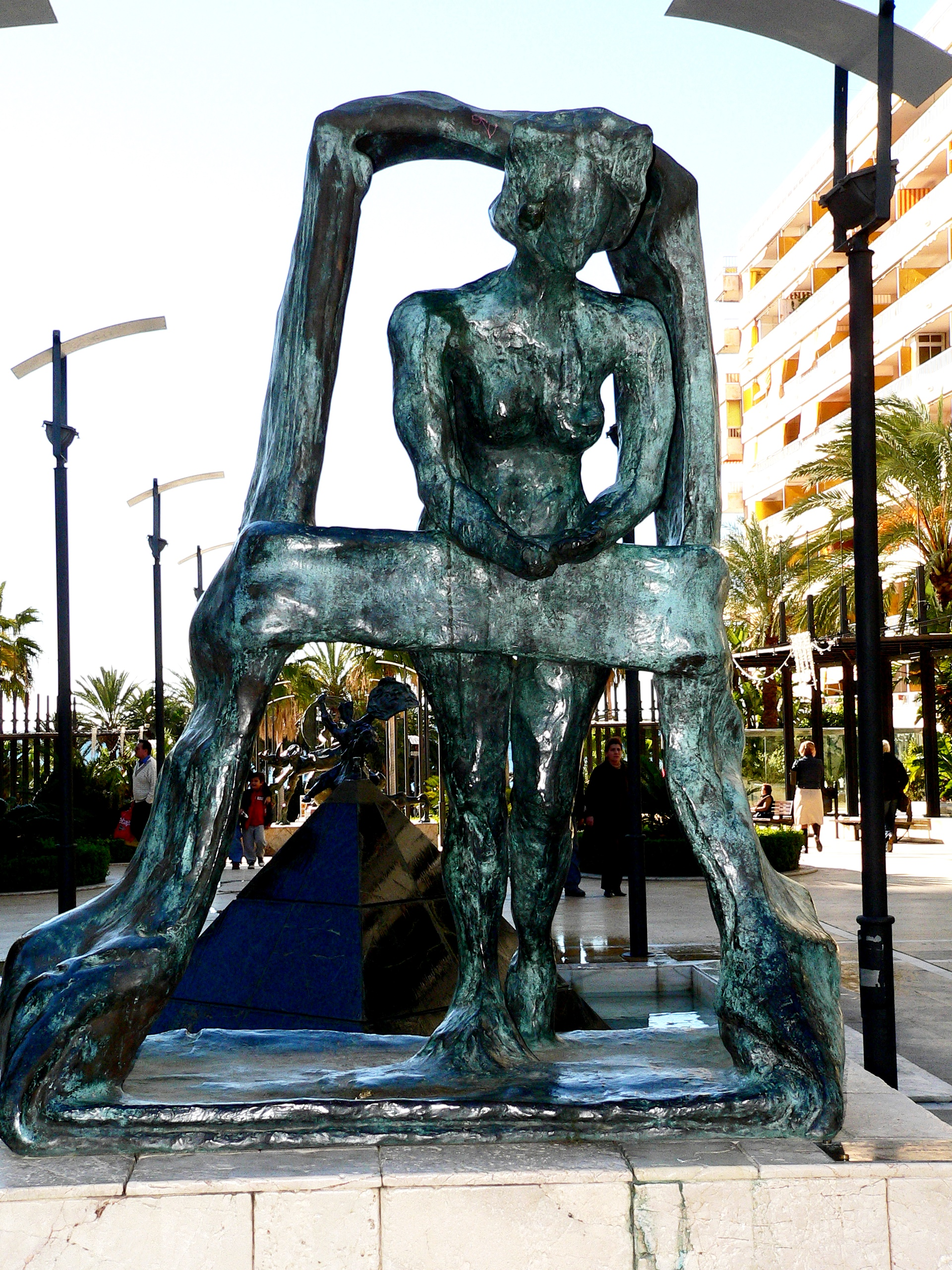
Gala in the Window (1933), 馬貝雅
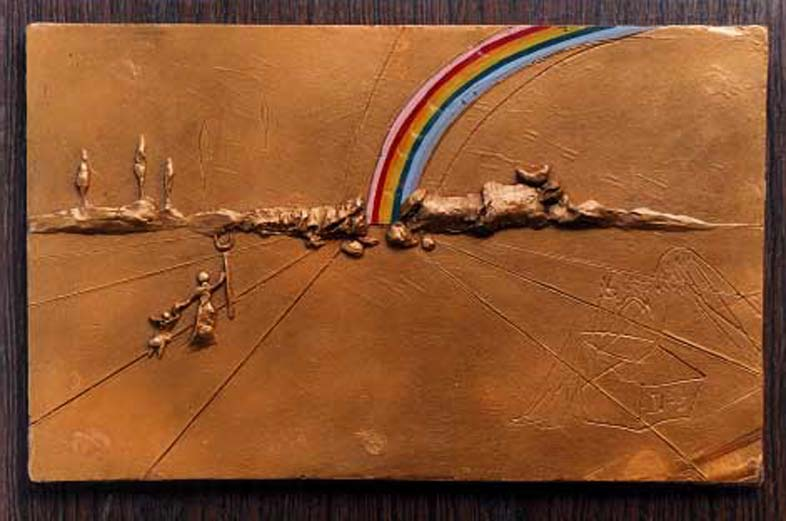
The Rainbow (1972), M.T.亞伯拉罕基金會（西班牙语：M.T. Abraham Foundation）
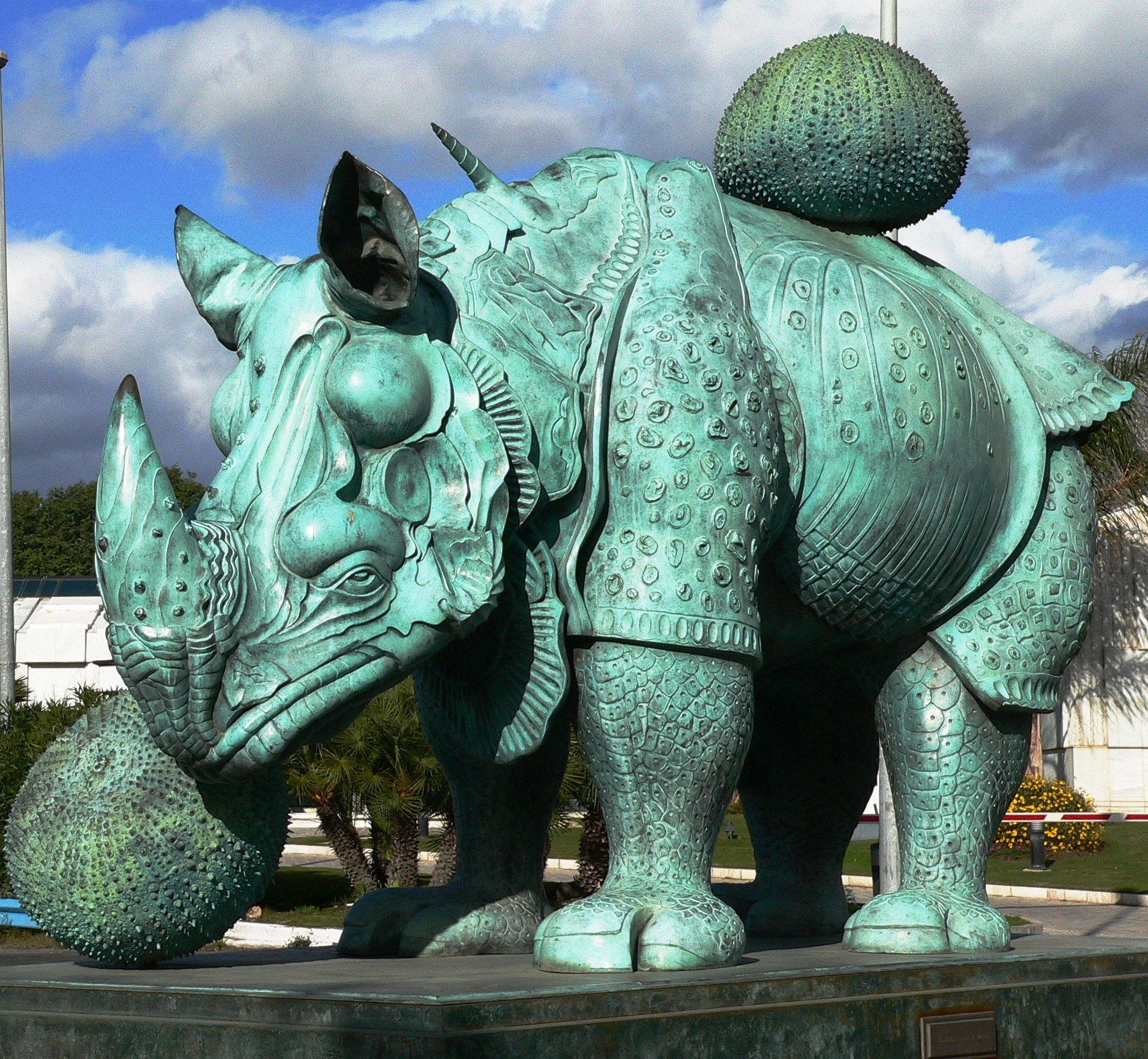
Rinoceronte vestido con puntillas (1956), 巴努斯港（西班牙语：Puerto José Banús）
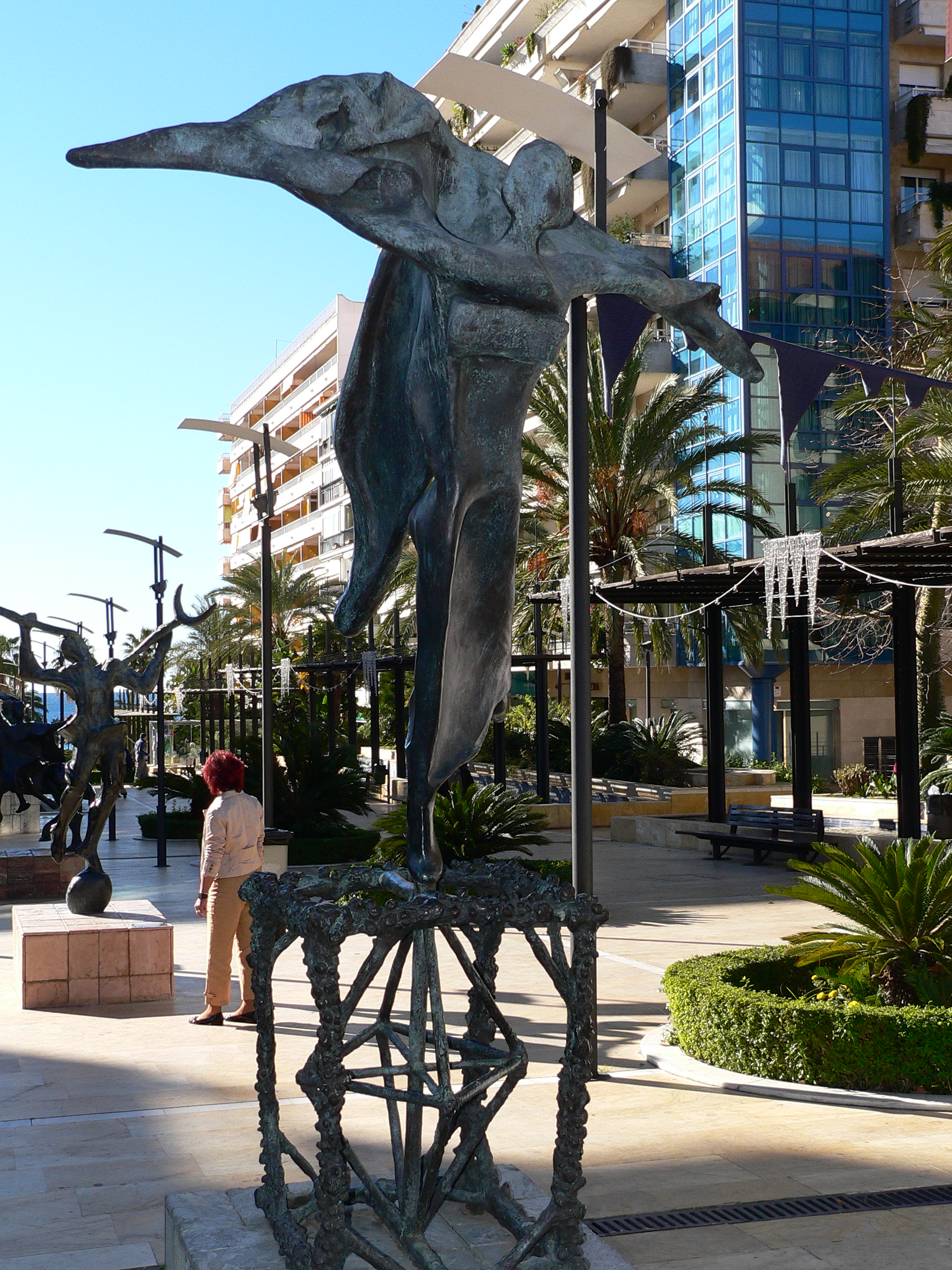
Gala Gravida, Marbella
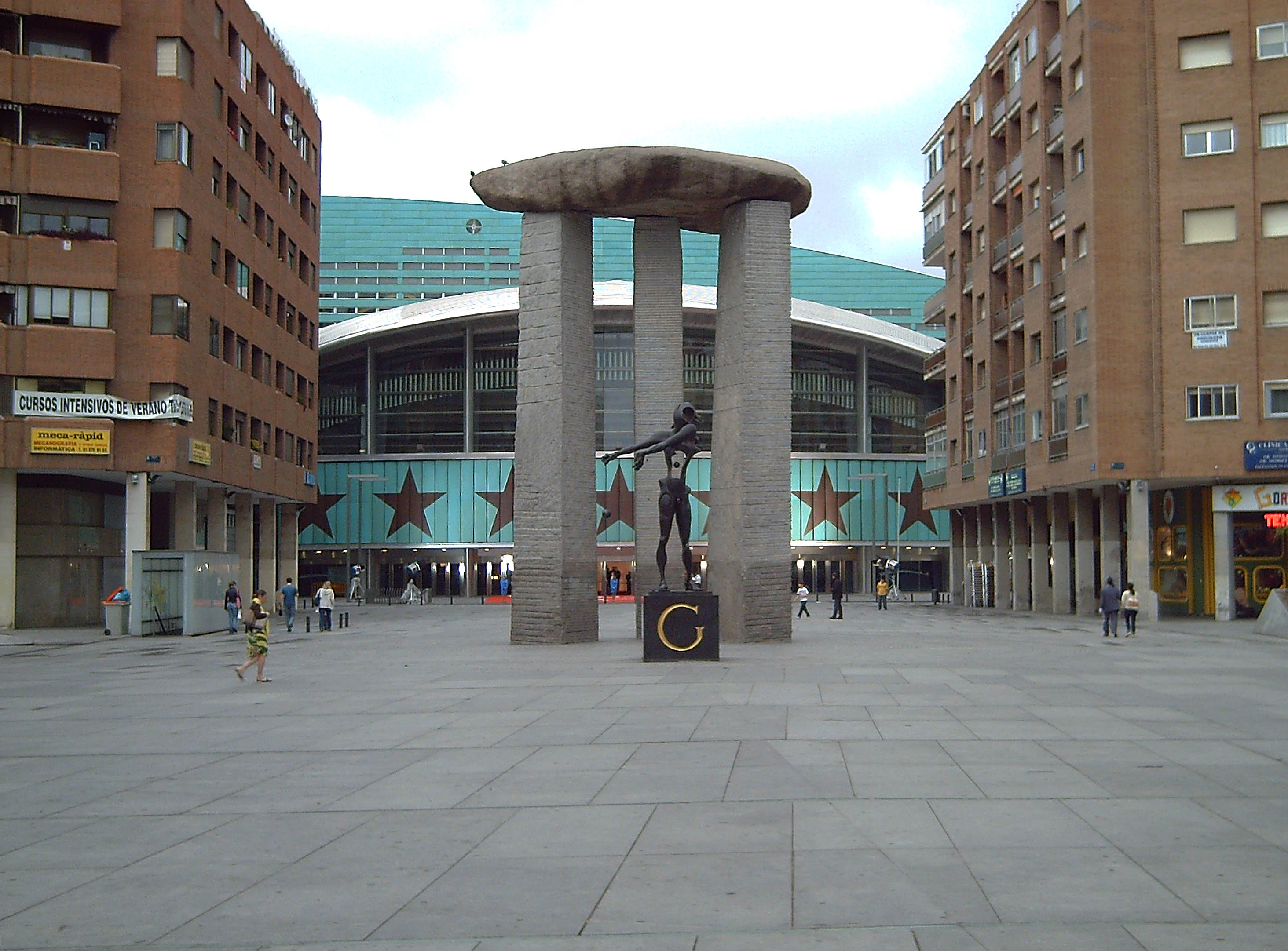
Plaza de Dalí (Dalí Square), Madrid
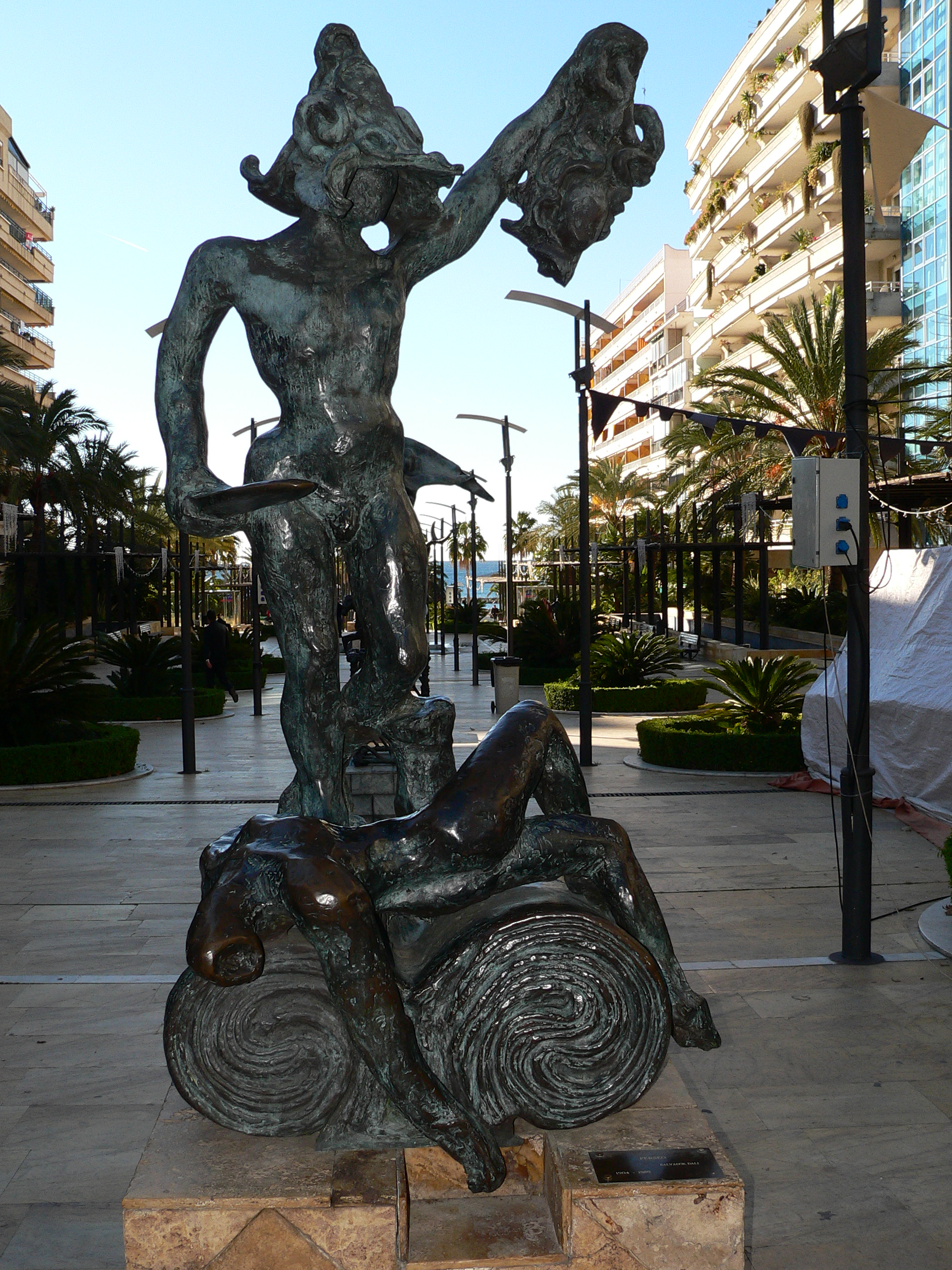
Perseo (柏修斯), Marbella
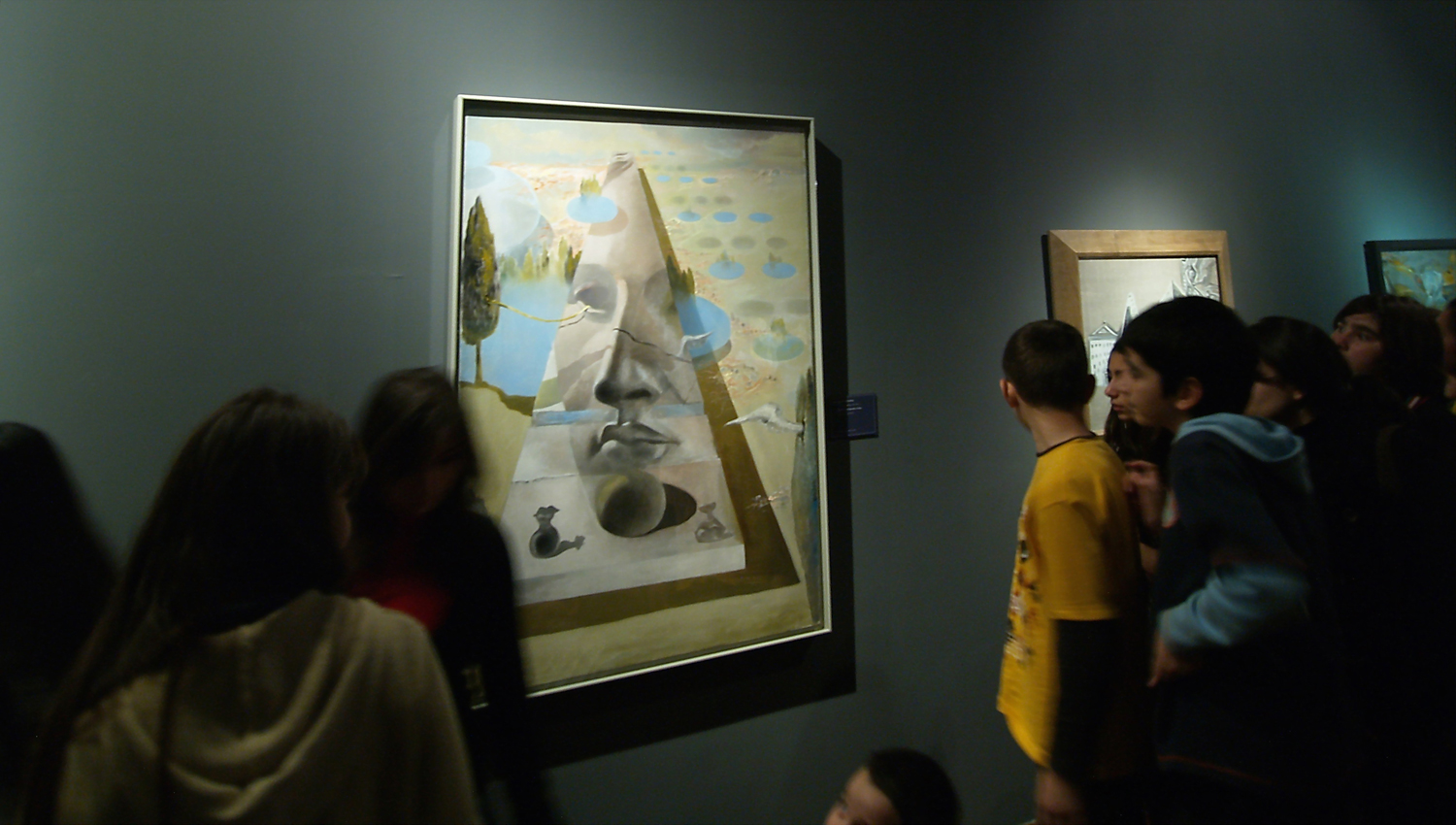
Children at Dalí exhibition in 薩基普·薩班哲博物館（西班牙语：Sakıp Sabancı Museum）, Istanbul

## 外部連結
- 萨尔瓦多·达利在互联网电影资料库（IMDb）上的資料（英文）
- 魔幻·達利 （页面存档备份，存于）
- Virtual Dali （页面存档备份，存于） - 薩爾瓦多·達利作品圖庫 (英文)
- WebCoast's View On Salvador Dali
- Salvador Dali pictures
- Dali Foundation English language site
- Dali Gallery （页面存档备份，存于） - 介紹薩爾瓦多·達利較為全面的商業站點 (英文)
- Artcylopedia.com entry （页面存档备份，存于）
- Salvador Dali （页面存档备份，存于）
- Gala-Salvador Dali Foundation English language site （页面存档备份，存于）
- Salvadordalimuseum.org - St. Petersburg Dali Museum[]
- "Salvador Dali, Fascist" (摘自Counterpunch，英文)